# Алессандро Ніста
Алессандро Ніста (італ. Alessandro Nista, нар. 10 липня 1965, Коллезальветті) — італійський футболіст, що грав на позиції воротаря. По завершенні ігрової кар'єри — тренер. З 2015 року входить до тренерського штабу клубу «Наполі».

## Клубна кар'єра
Народився 10 липня 1965 року в місті Коллезальветті. Вихованець футбольної школи клубу «Піза». В жовтні 1985 року для отримання ігрової практики був відданий в оренду в «Соренто» з Серії C1, де і дебютував на професійному рівні. Повернувшись наступного року до «Пізи», він залишався запасним воротарем, вигравши у 1987 році Кубок Мітропи. Єдиний сезон у статусі основного гравця провів у 1987/88 роках, коли провів 30 ігор у Серії А.

Алессандро Ніста у 1991 році

У 1990 році недовго пограв за англійський «Лідс Юнайтед», з яким виграв Другий дивізіон, але в чемпіонаті так і не зіграв і повернувся на батьківщину в «Анкону», де провів п'ять сезонів як основний воротар, один з яких (1992/93) — у Серії А, а наступного року зіграв у програному фіналі кубка Італії 1994 року.
Своєю грою за останню команду привернув увагу представників тренерського штабу клубу «Парма», до складу якого приєднався 1995 року. Провів за пармську команду наступні чотири сезони, втім весь час був запасним гравцем, програвши конкуренцію спочатку Луці Буччі, а потім і молодому вихованцю Джанлуїджі Буффону. За цей час у статусі резервного воротаря додав до переліку своїх трофеїв у 1999 році титул володаря Кубка Італії та Кубка УЄФА.
Завершив професійну ігрову кар'єру у клубі «Торіно», за команду якого виступав протягом 1999—2001 років, де також був дублером Буччі. Всього за кар'рєру провів 66 матчів у Серії А, 114 — в Серії Б і 3 — у Серії C1.

## Виступи за збірну
1988 року залучався до складу молодіжної збірної Італії, з якою був чвертьфіналістом молодіжного чемпіонату Європи 1988 року. Всього на молодіжному рівні зіграв у 3 офіційних матчах, пропустив 4 голи.

## Кар'єра тренера
По завершенні кар'єри гравця 2001 року залишився у «Торіно», увійшовши до тренерського штабу клубу на посаду тренера воротарів, де пропрацював з 2001 по 2005 рік.
З 207 року по сезону був тренером воротарів у клубах «Реджина» та «Гроссето», а влітку 2009 року перейшов у «Ювентус», де став особистим тренером Джанлуїджі Буффона, якому раніше програв конкуренцію як гравець, та тренером воротарів юнацької команди. Після звільнення головного тренера Чіро Феррари по ходу сезону 2009/10, новий тренер Альберто Дзаккероні зробив Ністу тренером воротарів першої команди замість Мікеланджело Рампулли.
29 грудня 2010 року новий тренер «Інтернаціонале», Леонардо запросив Алессандро стати тренером воротарів у його штабі. Втім вже 21 вересня 2011 року з приходом на тренерський місток Джан П'єра Гасперіні Ніста був звільнений, але повернувся 26 березня 2012 року у штаб нового тренера Андреа Страмаччоні, де він залишався до кінця наступного сезону, коли знову відбулася зміна головного тренера і прийшов Вальтер Маццаррі. Сам же Ніста продовжив працювати у штабі Страмаччоні в «Удінезе».
З 2015 року входить до тренерського штабу клубу «Наполі».

## Статистика виступів

### Статистика клубних виступів
| Сезон              | Команда            | Чемпіонат          | Чемпіонат | Чемпіонат |
| Сезон              | Команда            | Ліга               | Ігор      | Голів     |
| ------------------ | ------------------ | ------------------ | --------- | --------- |
| 1985–86            | «Соренто»          | C1                 | 3         | -2        |
| 1986–87            | «Піза»             | B                  | 0         | -0        |
| 1987–88            | «Піза»             | A                  | 30        | -28       |
| 1988–89            | «Піза»             | A                  | 8         | -14       |
| 1989–90            | «Піза»             | B                  | 0         | -0        |
| Усього за «Пізу»   | Усього за «Пізу»   | Усього за «Пізу»   | 38        | -42       |
| 1989–90            | «Лідс Юнайтед»     | 2Д                 | 0         | -0        |
| 1990–91            | «Анкона»           | B                  | 38        | -43       |
| 1991–92            | «Анкона»           | B                  | 37        | -26       |
| 1992–93            | «Анкона»           | A                  | 26        | -59       |
| 1993–94            | «Анкона»           | B                  | 38        | -43       |
| 1994–95            | «Анкона»           | B                  | 0         | -0        |
| Усього за «Анкону» | Усього за «Анкону» | Усього за «Анкону» | 139       | -171      |
| 1995–96            | «Парма»            | A                  | 1         | -0        |
| 1996–97            | «Парма»            | A                  | 0         | -0        |
| 1997–98            | «Парма»            | A                  | 1         | -2        |
| 1998–99            | «Парма»            | A                  | 0         | -0        |
| Усього за «Парму»  | Усього за «Парму»  | Усього за «Парму»  | 2         | -2        |
| 1999–00            | «Торіно»           | A                  | 0         | -0        |
| 2000–01            | «Торіно»           | B                  | 1         | -0        |
| Усього за «Торіно» | Усього за «Торіно» | Усього за «Торіно» | 1         | -0        |
| Усього за кар'єру  | Усього за кар'єру  | Усього за кар'єру  | 183       | -217      |

## Титули і досягнення
- Володар Кубка Мітропи (1):

«Піза»: 1987–88
- Володар Кубка Італії (1):

«Парма»: 1998–99
- Володар Кубка УЄФА (1):

«Парма»: 1998–99